# Сокане (Марказі)
Сокане (перс. سكانه) — село в Ірані, у дегестані Ростак, в Центральному бахші, шагрестані Хомейн остану Марказі. За даними перепису 2006 року, його населення становило 226 осіб, що проживали у складі 63 сімей.

## Клімат
Середня річна температура становить 11,96°C, середня максимальна – 31,10°C, а середня мінімальна – -11,12°C. Середня річна кількість опадів – 226 мм.
| Клімат поселення                              | Клімат поселення | Клімат поселення | Клімат поселення | Клімат поселення | Клімат поселення | Клімат поселення | Клімат поселення | Клімат поселення | Клімат поселення | Клімат поселення | Клімат поселення | Клімат поселення | Клімат поселення |
| Показник                                      | Січ.             | Лют.             | Бер.             | Квіт.            | Трав.            | Черв.            | Лип.             | Серп.            | Вер.             | Жовт.            | Лист.            | Груд.            |                  |
| Середній максимум, °C                         | 7,79             | 9,45             | 13,58            | 19,80            | 25,13            | 30,98            | 31,10            | 30,73            | 26,30            | 19,81            | 12,74            | 7,68             |                  |
| Середня температура, °C                       | −1,68            | −0,01            | 4,13             | 10,35            | 15,69            | 21,54            | 25,29            | 24,91            | 20,48            | 14,00            | 6,94             | 1,86             |                  |
| Середній мінімум, °C                          | −11,12           | −9,47            | −5,32            | 0,90             | 6,25             | 12,08            | 19,47            | 19,11            | 14,66            | 8,19             | 1,13             | −3,96            |                  |
| Норма опадів, мм                              | 37               | 36               | 41               | 28               | 19               | 2                | 2                | 1                | 1                | 6                | 22               | 31               |                  |
| Середньомісячна швидкість вітру, м/с          | 1.28             | 1.97             | 2.48             | 2.79             | 2.56             | 2.38             | 2.30             | 2.21             | 2.21             | 1.99             | 1.85             | 1.31             |                  |
| Середньомісячна сонячна радіація, кДж/м²·день | 9880             | 13092            | 15582            | 18730            | 22621            | 26786            | 25781            | 24357            | 21544            | 16187            | 11458            | 9458             |                  |
| --------------------------------------------- | ---------------- | ---------------- | ---------------- | ---------------- | ---------------- | ---------------- | ---------------- | ---------------- | ---------------- | ---------------- | ---------------- | ---------------- | ---------------- |
| Джерело:                                      |                  |                  |                  |                  |                  |                  |                  |                  |                  |                  |                  |                  |                  |